# Nemertodermatida
Los nemertodermátidos (Nemertodermatida) son una clase del nuevo filo Xenacoelomorpha (según las nuevas clasificaciones) dentro del reino animal. Se subdivide a su vez en dos familias.

## Relaciones
Antiguamente, los nemertodermátidos se consideraban un orden dentro de los platelmintos turbelarios. Sin embargo, diversas pruebas bioquímicas evidenciaron que tanto los nemertodermátidos como los acelos poseían un número de genes Hox inferior al resto de platelmintos. De este modo se consideró más adecuado formar un nuevo filo, el filo Acelomorpha, formado por estos dos órdenes (actualmente un subfilo de Xenacoelomorpha).